# Liste des gratte-ciel de Madrid

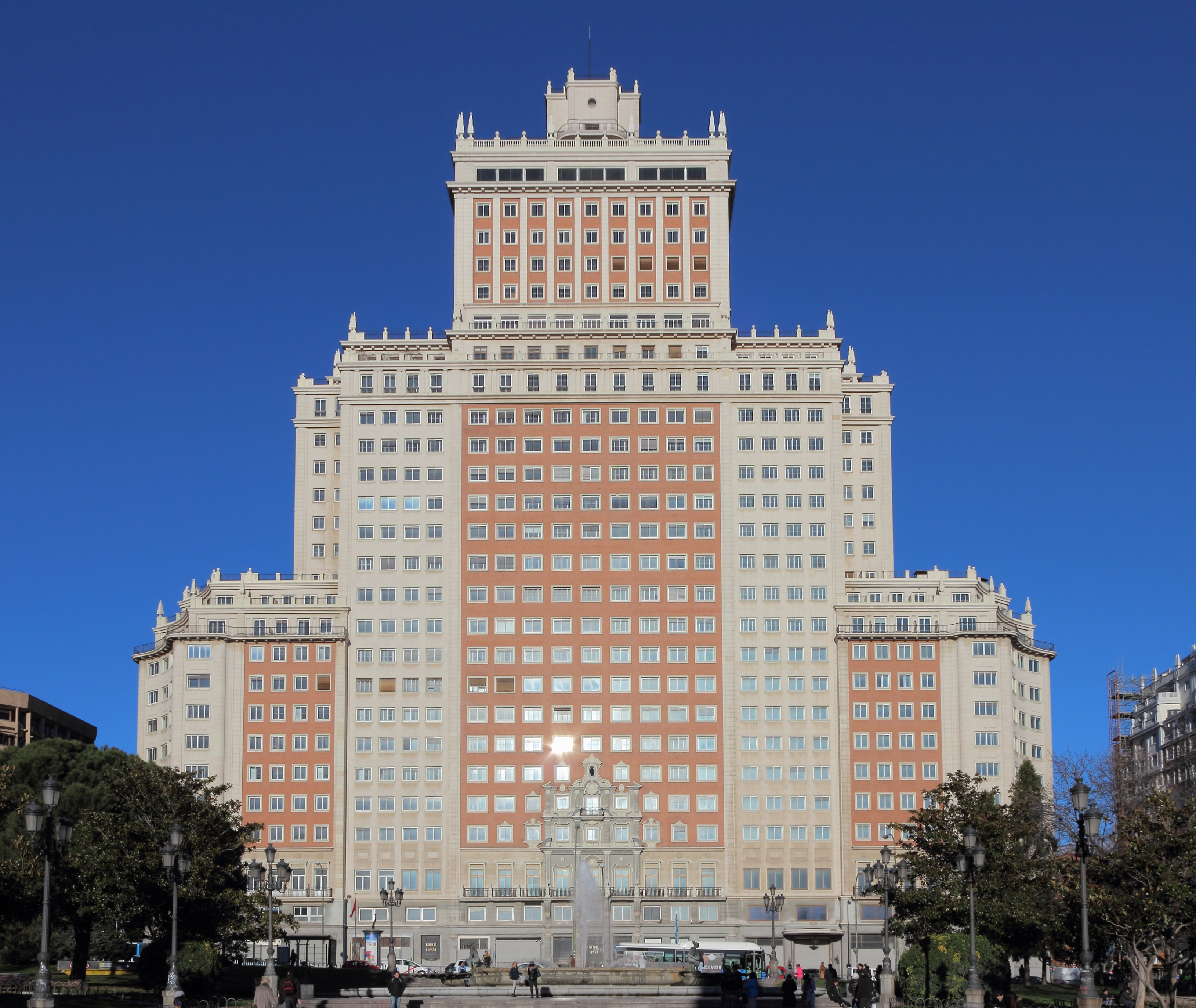
L'immeuble Espagne

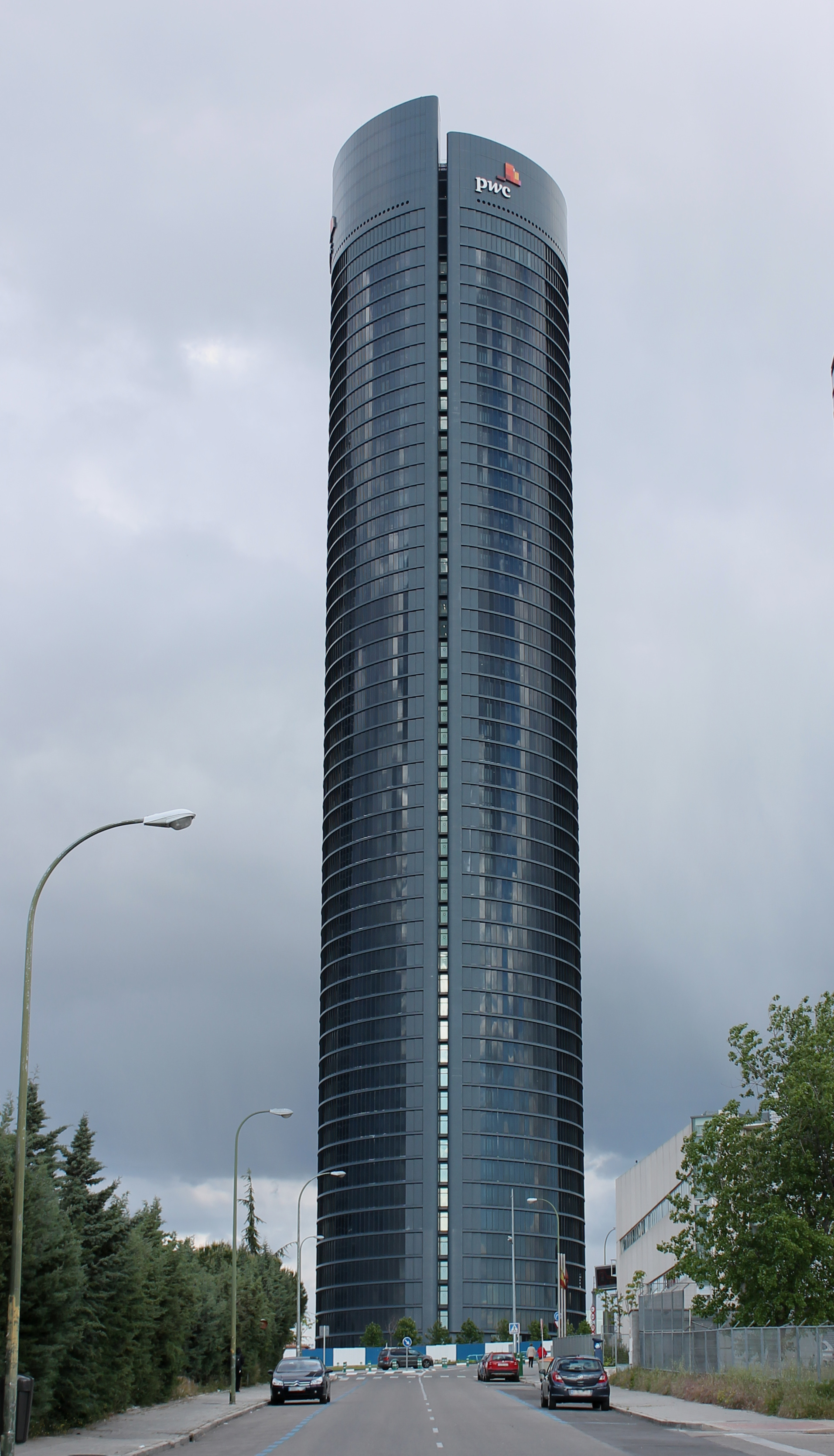
La tour PwC

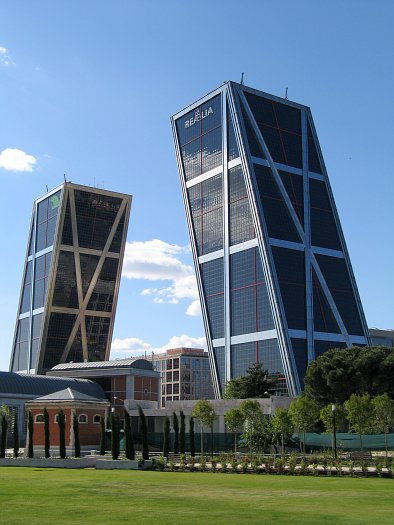
La Porte de l'Europe

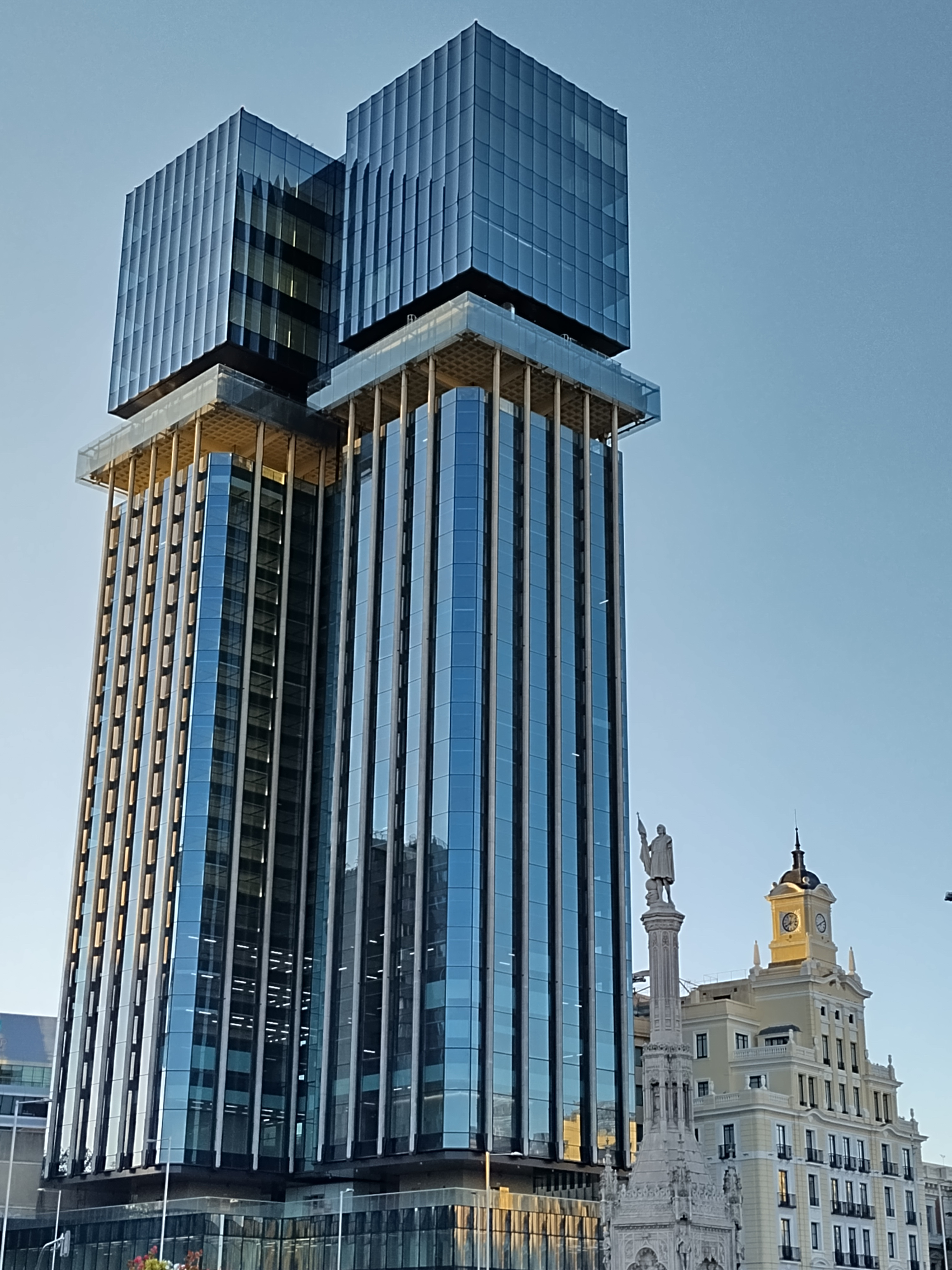
Les tours Colomb

Cette liste des gratte-ciel de Madrid établie en mars 2015 regroupe les immeubles de cent mètres et plus de la capitale espagnole, d'après le site Emporis.

## Bâtiments de plus de 100 mètres

### Bâtiments construits
Depuis la construction en 1953 de l'immeuble Espagne, treize autres immeubles d'au moins cent mètres de hauteur ont été construits à Madrid, mais l'un d'eux, la tour Windsor, a été détruit par un incendie et démoli en 2005. 
Les bâtiments ayant été le plus haut de Madrid au moment de leur achèvement sont en gras.
| Rang | Nom                   | Année | Utilisation | Hauteur (m) | Étages | Localisation                |
| ---- | --------------------- | ----- | ----------- | ----------- | ------ | --------------------------- |
| 1    | Tour Cepsa            | 2008  | Bureaux     | 250         | 45     | Cuatro Torres Business Area |
| 2    | Tour de cristal       | 2008  | Bureaux     | 249         | 53     | Cuatro Torres Business Area |
| 3    | Tour PwC              | 2008  | Bureaux     | 236         | 52     | Cuatro Torres Business Area |
| 4    | Tour Emperador        | 2007  | Bureaux     | 224         | 56     | Cuatro Torres Business Area |
| 5    | Tour Picasso          | 1988  | Bureaux     | 156         | 43     | Paseo de la Castellana      |
| 6    | Tour de Madrid        | 1957  | Mixte       | 142         | 37     | Place d'Espagne             |
| 7    | Tour Europa           | 1985  | Bureaux     | 120         | 30     | Paseo de la Castellana      |
| 8    | Immeuble Espagne      | 1953  | Bureaux     | 117         | 26     | Place d'Espagne             |
| 9    | Tours Colomb          | 1976  | Bureaux     | 116         | 23     | Place Colomb                |
| 10   | Porte de l'Europe I   | 1996  | Bureaux     | 114         | 26     | Paseo de la Castellana      |
| 10   | Porte de l'Europe II  | 1996  | Bureaux     | 114         | 26     | Paseo de la Castellana      |
| 12   | Banco de Bilbao       | 1981  | Bureaux     | 108         | 31     | Paseo de la Castellana      |
| 13   | Ministère du Commerce | 1979  | Bureaux     | 100         | 25     | Chamartín                   |

### Bâtiments détruits
| Rang | Nom          | Année | Utilisation | Hauteur (m) | Étages | Localisation                      | Destruction | Motif    |
| ---- | ------------ | ----- | ----------- | ----------- | ------ | --------------------------------- | ----------- | -------- |
| 1    | Tour Windsor | 1979  | Bureaux     | 106         | 32     | Rue Raimundo Fernández Villaverde | 2005        | Incendie |

Tour Madrid Neveux Nord 1